# 冨永理生子
冨永 理生子（とみなが りおこ）は、日本の映画プロデューサー。東映株式会社 映画企画製作部所属。

## 来歴
慶應義塾大学文学部を卒業後、フィルムリンク・インターナショナルへ入社、海外との合作映画製作に携わる。のち、フリーランスのプロデューサーを経て、東映と契約。『きけ、わだつみの声 Last Friends』、『ピンチランナー』、『千年の恋 ひかる源氏物語』、『デビルマン』、『バルトの楽園』、『TANNKA』、『まぼろしの邪馬台国』他をプロデュース。東映では、単館系の作品とともに、2001年の『千年の恋　ひかる源氏物語』以降、吉永小百合の東映出演作に関わっている。『デビルマン』以降の作品は「製作委員会方式」での製作体制を前面に出す傾向が主流となり、吉永の出演作品を含めて、エンドロールや各種宣材等で冨永の個人名が表記される事は殆ど無くなっているが、プロモーションなどには積極的に参加している。

## 作品
- きけ、わだつみの声 Last Friends （1995）
- Focus (1996) - ライン・プロデューサー
- 北京原人 Who are you? (1997) - プロデューサー
- ピンチランナー (2000) - プロデューサー
- 千年の恋 ひかる源氏物語 (2001) - プロデューサー
- 仔犬ダンの物語 (2002) - プロデューサー
- ミニモニ。じゃ ムービー お菓子な大冒険! (2002) - アソシエイト・プロデューサー
- 17才 〜旅立ちのふたり〜 (2003) - プロデューサー
- デビルマン (2004) - プロデューサー
- 北の零年 (2004) - プロデューサー
- バルトの楽園 (2006) - プロデューサー
- TANNKA (2006) - プロデューサー
- まぼろしの邪馬台国 (2008) - プロデューサー
- 手塚治虫のブッダ -赤い砂漠よ!美しく- (2011) - プロデューサー[3]
- 北のカナリアたち (2012) - タイアップ担当
- ドラゴンボールＺ　神と神（2013）- プロデューサー
- ふしぎな岬の物語（2014）- プロデューサー
- BUDDHA2 手塚治虫のブッダ -終わりなき旅- (2014) - プロデューサー
- ドラゴンボールZ 復活の「F」（2015）- プロデューサー
- 海難1890（2015）- プロデューサー